# Mesves-sur-Loire
 Mesves-sur-Loire  es una población y comuna francesa, situada en la región de Borgoña, departamento de Nièvre, en el distrito de Cosne-Cours-sur-Loire y cantón de Pouilly-sur-Loire.

## Demografía
| 522 | 471 | 493 | 471 | 495 | 547 |
| Para los censos de 1962 a 1999 la población legal corresponde a la población sin duplicidades (Fuente: INSEE [Consultar]) |     |     |     |     |     |